# Max Buri
Ne doit pas être confondu avec Max Bury.

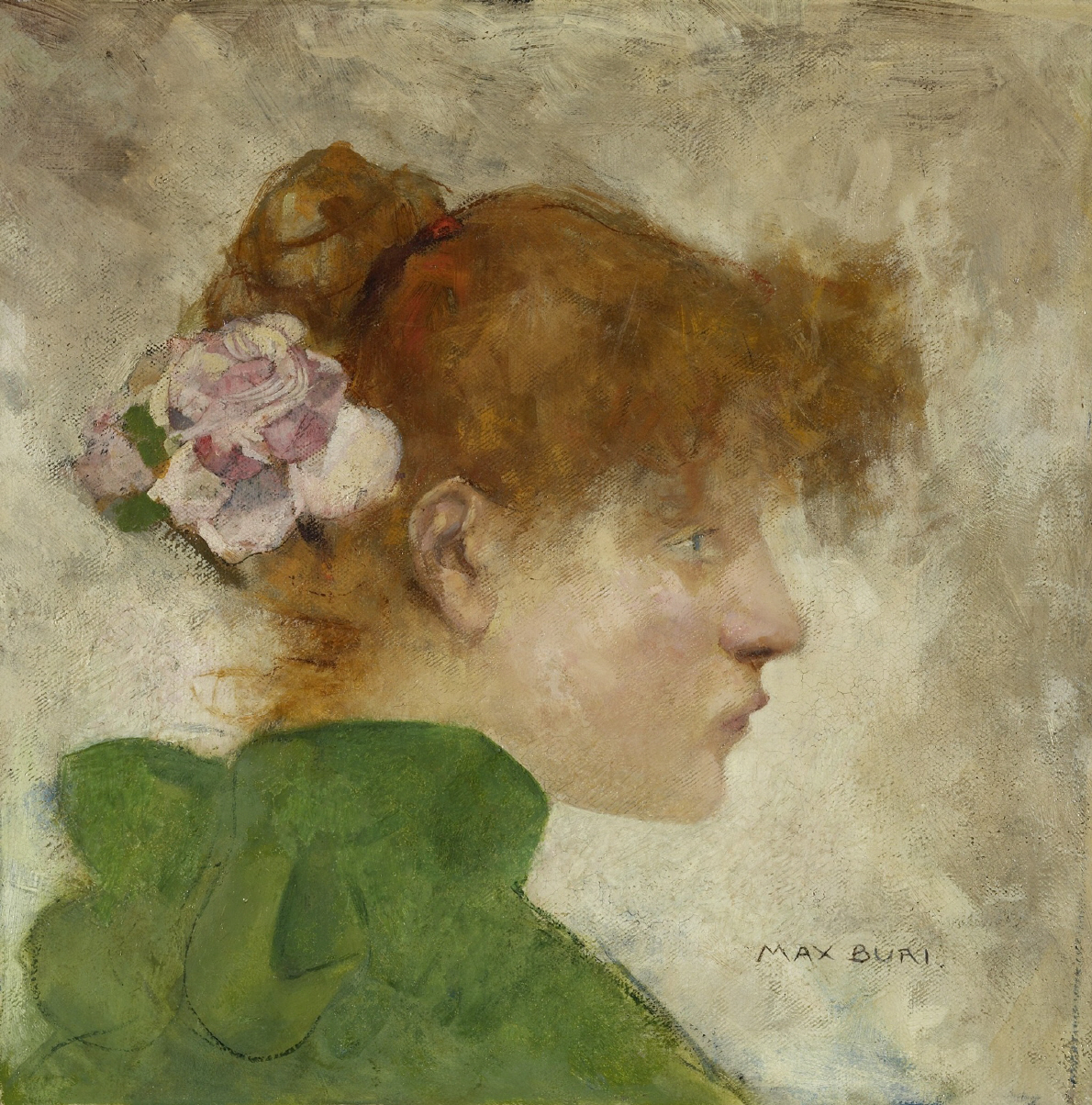
Jeune Fille à la rose.

Max Alfred Buri, né à Berthoud le 24 juillet 1868 et mort à Interlaken le 21 mai 1915, est un peintre suisse. Avec Ferdinand Hodler, Cuno Amiet et Giovanni Giacometti, il est l'un des principaux représentants de l'avant-garde moderniste suisse à la fin du XIXème siècle. Il est l'un des peintres suisses les plus reconnus de son vivant.

## Biographie
Né dans une famille de commerçants aisés, Max Buri étudie à Berthoud, puis fréquente les écoles d'art et les ateliers de Bâle (1885), dont la Gesellschaft für das Gute und Gemeinnützige où il a pour professeur Fritz Schider, et enfin Munich (1886), avant de devenir élève de l'Académie Julian à Paris (1889). Toutefois, peu enclin au classicisme et rebelle aux enseignements de type académiques, il commence progressivement à développer un style plus personnel en fréquentant tout d'abord l'atelier du peintre Simon Hollósy à Munich, puis les peintres de Pont-Aven en France et enfin Ferdinand Hodler, dont il découvre le style novateur dès 1894, lors de la troisième Exposition nationale des Beaux-arts organisée à Berne. Buri entretiendra une amitié durable avec Hodler ainsi qu'avec son compatriote Hans Emmenegger, ce dont témoigne une correspondance suivie.  
En 1893, après des voyages à Londres, aux Pays-Bas, en Belgique, en Espagne et en Afrique du Nord, Buri s'installe à Munich, où il devient l'élève du peintre suisse Albert von Keller jusqu'en 1895.  
En 1898, après ses années de formation à l'étranger, Buri rentre définitivement en Suisse. Il y rencontre rapidement sa future femme, Frida Schenk, avec laquelle il aura une fille, Hedwig Buri (1899), qui lui servira de modèle à plusieurs reprises. Le couple s'installe tout d'abord à Langnau puis à Lucerne et enfin Brienz où il se fixe définitivement en 1903 dans un chalet de style traditionnel, avec une vue imprenable sur le lac. D’un caractère jovial et enjoué, le peintre se lie rapidement d’amitié avec les habitants de Brienz, qui figurent dans nombres de ses tableaux. 
Il se fait remarquer en exposant au Salon du Champ-de-Mars et dans diverses villes d'Europe des scènes représentant des paysans de l'Emmental et de l'Oberland bernois, dans des scènes quotidiennes qui ne sont ni idylliques, ni de l'ordre du réalisme social, des portraits et autoportraits, et des natures mortes. En 1911, il obtient un prix à l'Exposition internationale de Rome et, en 1913, la médaille d'or de l'Exposition internationale des beaux-arts de Munich. 

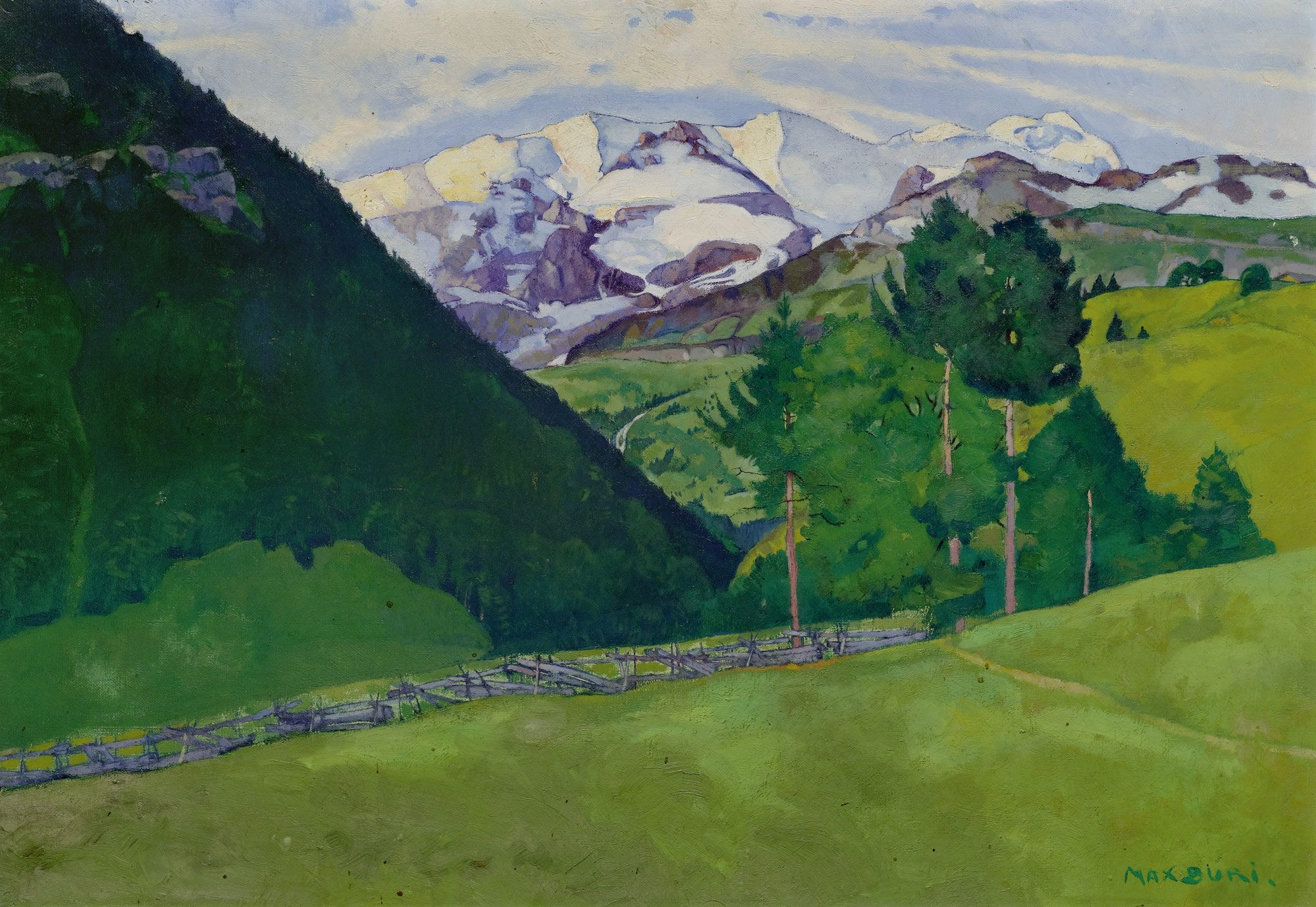
Blick auf die Blümlisalp

Il meurt accidentellement dans la nuit du 21 au 22 mai 1915 à Interlaken alors qu'il embarquait sur le navire à vapeur qui devait le ramener à Brienz,.

## Œuvres
Liste donnée dans l'ouvrage d'Édouard-Joseph cité en bibliographie.
- Le joueur d’accordéon
- La Fille rousse
- Le Vieux paysan
- Me Buveur
- Les Politiciens du village
- L'Orchestre
- Paysage d'hiver
- Après l'enterrement
- Jeune fille de la vallée du Hasli (Mädchen aus dem Haslital) (c. 1906)
- La Sieste (Siesta) 1907-1910)
- Les Vieux (Die Alten) (1912-1913)